# Non ho l'età
Non ho l'età (per amarti) (итал; прев. Нисам довољно стара (да те волим)), обично се наводи само као Non ho l'età, била је победничка песма на такмичењу за песму Евровизије 1964, одржаном у Копенхагену. На италијанском ју је извела Ђиљола Чинквети. Као и све претходне италијанске песме на Евровизији, песма је такође победила на музичком фестивалу у Санрему те године. Чинквети је имала шеснаест година, што ју је чинило најмлађом победницом Евровизије у историји све до 1986 када је Сандра Ким победила. 1990 године, ЕРУ је донео ново правило које захтева од такмичара да имају 16 или више година пре такмичења; ово старо правило још увек важи.
Песма је изведена као дванаеста увече. До краја гласања добила је 49 поена, стављајући је на прво место.
Non ho l'età је постао значајан комерцијални успех за Чинквети, у Италији, остатку Европе, Скандинавији и другим земљама широм света; такође је снимила верзију на енглеском, шпанском, француском, немачком и јапанском. Песму је од тада снимио велики број извођача на другим језицима. Лили Иванова, позната бугарска певачица, и певачица из Хонг Конга Ребека Пан, обрадиле су песму 1964. године. Сандра Ример је снимила песму на холандском.
Чинквети се касније вратила да наступи на такмичењу 1974, када је завршила на другом месту са Sì. Године 1991 била је ко-водитељ такмичења у Риму заједно са Тотом Кутуњом. 2022 године извела је песму у паузи на финалу Евровизије у Торину.

## Топ листе
| Листе                              | Највиша позиција |
| ---------------------------------- | ---------------- |
| Аргентина (CAPIF)                  | 5                |
| Финска                             | 5                |
| Француска (InfoDisc)               | 1                |
| Западна Немачка (Media Control AG) | 3                |
| Хонг Конг                          | 2                |
| Италија (Musica e dischi)          | 1                |
| Ирска                              | 5                |